# Sarnersee

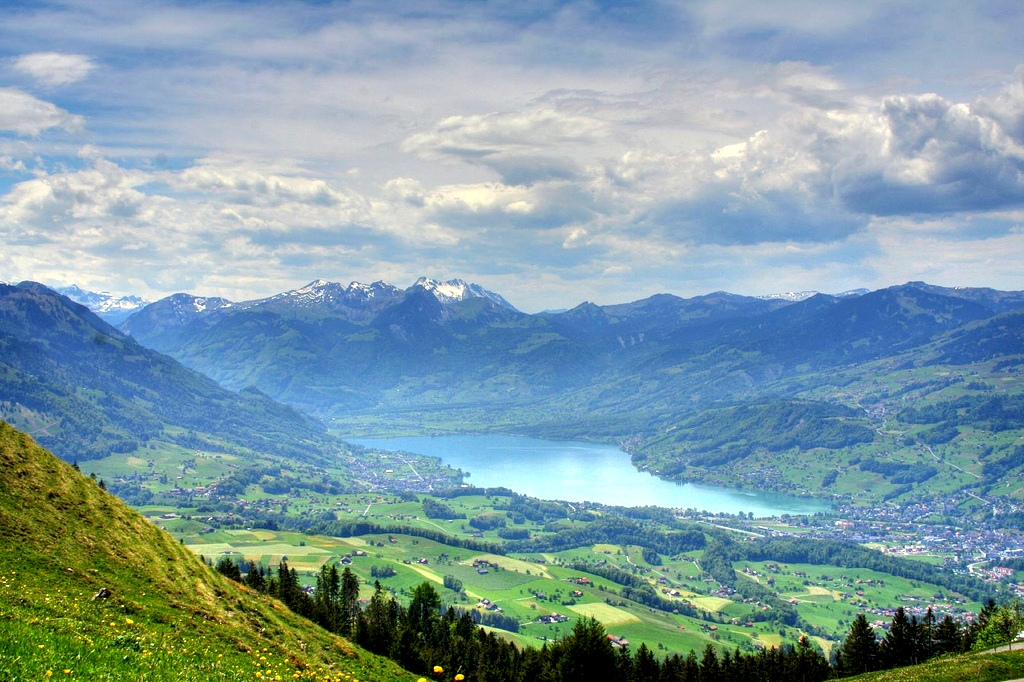
Sarnersee

Der Sarnersee ist ein 7,5 km² grosser See in der Zentralschweiz im Kanton Obwalden. Er erstreckt sich in Südwest-Nordost-Richtung, ist ungefähr 6 km lang und hat eine mittlere Breite von 1,3 km. Die mittlere Seehöhe liegt auf 469 m ü. M.

## Lage
Der See liegt in einem von den eiszeitlichen Gletschern ausgeschliffenen breiten Tal. Er ist eingebettet zwischen den Höhenzügen von Jänzi (bis 1738 m ü. M.) im Nordwesten und Arnigrat (bis 2105 m ü. M.) im Südosten. Seine Ufer sind überwiegend flach, steilere Ufer gibt es nur an der Südecke sowie im Nordwesten. Der südliche Zufluss des Sarnersees ist der 1875 in Giswil erstellte Dreiwässerkanal, der das Wasser vom Lauibach und von der Aa (aus dem Lungerersee) mit sich führt. Seit Sommer 2015 fliesst auch die Kleine Melchaa wieder direkt in den Sarnersee. Weitere Zuflüsse sind der Steinibach von Westen und die Grosse Melchaa von Osten, die 1880 bei Sarnen in den See umgeleitet wurde. Zuvor floss die Grosse Melchaa am Ortsrand von Sarnen entlang und erst nördlich von Sarnen in die Sarner Aa. Bei Sarnen am Nordostufer verlässt die Sarner Aa den See.
Flächenanteil am Sarnersee haben die drei Obwaldner Gemeinden Sarnen, Sachseln und Giswil, wobei zu Giswil nur ein ganz kleiner Anteil im Bereich westlich der Mündung des Dreiwässerkanals gehört.

## Geschichte
In der Periode nach der letzten Eiszeit war der Sarnersee Teil des heutigen Vierwaldstättersees. Er bildete den hintersten Abschnitt der Alpnacher Bucht. Im Lauf der Zeit führten aber die Grosse Schliere und die Kleine Schliere sowie die Grosse Melchaa viel Geschiebe heran und bauten Schwemmkegel auf, so dass es zu einer Abschnürung und nachfolgenden Aufstauung des Sarnersees kam. Heute liegt der Seespiegel des Sarnersees 35 m über dem Vierwaldstättersee.
Bis zur Eröffnung der Brünigstrasse im Jahre 1861 erfolgte der Transport von Waren und Personen zwischen den beiden Zollstätten am südlichen und nördlichen Seeufer mit Nauen.
Die letzten Seegfrörnen (Zugefrieren des Sees) ereigneten sich in den Jahren 1947, 1953, 1956, 1963 und 1981.

## Fauna
Bei einer Untersuchung im Jahr 2018 wurden in dem nährstoffarmen Sarnersee 20 verschiedene Fischarten nachgewiesen, vorwiegend Egli und Felchen. Dies entspricht dem historisch beschriebenen Bestand um das Jahr 1900. Daneben wurden drei neue, standortfremde Arten gefunden: Kaulbarsch, Zander und Seesaibling. Als Besonderheit wurden auch Nasen gefunden, eine vom Aussterben bedrohte Fischart, welche sich normalerweise in Fliessgewässern aufhält.

## Fischerei
Die Fischerei im Sarnersee war mit alten Landesgesetzen reglementiert, aber grundsätzlich frei. Sie wurde 1878 von der Patentfischerei abgelöst. Die Berufsfischerei kam Anfang des 21. Jahrhunderts zum Erliegen.

## Überschwemmungen
Nach dem grossen Unwetter von 1999 und dem Alpenhochwasser 2005 wurden verschiedene Projekte vorgeschlagen, um die Abflusskapazität der Sarner Aa zu erhöhen. Diese reichten von einer Tieferlegung der Sarner Aa bis zu zwei Stollenprojekten.
Bei einer Abstimmung am 28. September 2014 sprachen sich die Obwaldner für einen 6,6 Kilometer langen unterirdischen Entlastungsstollen aus, der bei Hochwasser die Fluten östlich um das Dorf Sarnen herumleiten soll. Er wird in der Nordostecke des Sarnersees beginnen und unterhalb des Wichelsees in die Sarneraa münden. Der Bau soll 115 Millionen Franken kosten, wovon 75 Millionen Franken der Bund bezahlen wird. Die Vorbereitungsarbeiten haben im Februar 2018 begonnen, ab dem 2. Dezember 2020 kam eine Tunnelbohrmaschine zum Einsatz und am 15. März 2023 erfolgte der Durchschlag. Die Fertigstellung ist für 2026 geplant. Im Notfall könnte das Bauwerk jedoch seit Mai 2025 mit halber Kapazität in Betrieb genommen werden.

## Schiffländen
Schiffländen der Personenschifffahrt, von Norden nach Süden:
| Name                   | Ufer     | Lage                                       | ⊙                  | Bild | Wegweiser | Anmerkungen |
| ---------------------- | -------- | ------------------------------------------ | ------------------ | ---- | --------- | ----------- |
| Sarnen Kurhaus (See)   | Nord     | Wilen (Sarnen): Hotel Kurhaus am Sarnersee | 46.887819 8.233213 | BW   |           |             |
| Sarnen Seefeld         | Nord     | Sarnen                                     | 46.887634 8.243186 | 2017 |           |             |
| Wilen Waldheim         | Nordwest | Wilen (Sarnen)                             | 46.875717 8.221599 | BW   |           |             |
| Sachseln Schiffstation | Südost   | Sachseln: beim Bahnhof Sachseln            | 46.871146 8.237877 | BW   | 2021      |             |
| Giswil Camping         | Nordwest | Giswil                                     | 46.853417 8.188948 | BW   |           |             |
| Giswil Zollhaus        | Südost   | Giswil                                     | 46.845667 8.202626 | BW   | 2021      |             |